# 陈良尧 (复旦大学)
陈良尧（1950年—），男，汉族，江苏南京人，中国材料学家，复旦大学教授、博士生导师，信息科学与工程学院前院长。研究方向为信息光电子功能材料的光学性质研究、光电子功能薄膜制备和表征、光谱分析研究、太阳能器件的研制和应用。中华人民共和国教育部首批长江学者特聘教授。

## 生平
1981年获复旦大学理学硕士学位，1987获美国依阿华州立大学物理学博士学位，1988年至1990年分别在美国艾母斯国家实验室和纳布拉斯加大学电机系从事博士后研究。
1990年至今在复旦工作，曾担任物理系副主任和信息学院院长等职，1997年晋升为首席教授。